# Gare de Montbizot
La gare de Montbizot est une gare ferroviaire française de la ligne du Mans à Mézidon, située sur le territoire de la commune de Montbizot, dans le département de la Sarthe en région Pays de la Loire.
La station est mise en service en 1856 par la compagnie des chemins de fer de l'Ouest. C'est aujourd'hui une halte ferroviaire de la Société nationale des chemins de fer français (SNCF) du réseau TER Pays de la Loire, desservie par des trains circulant entre Le Mans et Caen ou Alençon. Montbizot est à environ 20 kilomètres du Mans et 37 km d'Alençon.

## Situation ferroviaire
Établie à 57 mètres d'altitude, la gare de Montbizot est située au point kilométrique (PK) 19,392 de la ligne du Mans à Mézidon, entre les gares La Guierche et de Teillé.

## Histoire
La station est la troisième de l'embranchement du Mans à Mézidon, dont la première section du Mans à Alençon est mise en service par la compagnie des chemins de fer de l'Ouest le 15 mars 1856.

## Services voyageurs

### Accueil
Halte SNCF, c'est un point d'arrêt non géré (PANG) à entrée libre. Elle est équipée de panneaux d'informations et d'abris de quai.

### Desserte
La gare est desservie par des trains du réseau TER Pays de la Loire circulant entre Le Mans et Caen ou Alençon.

### Intermodalité
Un parc à vélo et un parking pour les véhicules sont aménagés.